# Najibabad
Najibabad (hindi नजीबाबाद) – miasto w północnych Indiach w stanie Uttar Pradesh, na Nizinie Hindustańskiej.
Populacja miasta w 2001 roku wynosiła 79 087 mieszkańców.